# Rue Destouvelles
Pour les articles homonymes, voir Destouvelles.
La rue Destouvelles (en néerlandais : Destouvellesstraat) est une rue bruxelloise située sur la commune de Bruxelles-ville et sur la commune de Schaerbeek qui va de la rue du Progrès à la rue Masui en passant par la rue Gaucheret et la rue Jolly.
La numérotation des habitations va de 1 à 75 pour le côté impair et de 2 à 60 pour le côté pair.
La rue porte le nom d'un avocat et homme politique belge, Charles Destouvelles, né à Paris le 3 mars 1775 et décédé à Bruxelles le 3 janvier 1842.

## Adresses notables
à Schaerbeek :

- no 18 : Maison d’enfants Les Amis d'Alladin
- nos 52-56 : anciennement, ateliers et bureaux du constructeur automobile Vivinus, puis Fabrique d'automobile belge